# Regions Morgan Keegan Championships and Memphis International 2012
Regions Morgan Keegan Championships and the Memphis International 2012 - чоловічий і жіночий тенісний турнір. Це був 37-й за ліком Regions Morgan Keegan Championships і 27-й за ліком Memphis International. Regions Morgan Keegan Championships належав до категорії 500 у рамках Туру ATP 2012, а Cellular South Cup належав до категорії International у рамках Туру WTA 2012. Відбувся в Racquet Club of Memphis у Мемфісі (США). Тривав з 17 до 26 лютого 2012 року.

## Учасники основної сітки в рамках чоловічого турніру

### Сіяні учасники
| Країна    | Гравець             | Рейтинг1 | Сіяний |
| --------- | ------------------- | -------- | ------ |
| США       | Джон Ізнер          | 14       | 1      |
| США       | Енді Роддік         | 17       | 2      |
| Чехія     | Радек Штепанек      | 29       | 3      |
| Канада    | Мілош Раоніч        | 32       | 4      |
| Росія     | Алекс Богомолов мл. | 33       | 5      |
| Франція   | Жульєн Беннето      | 34       | 6      |
| ПАР       | Кевін Андерсон      | 35       | 7      |
| Австралія | Бернард Томіч       | 36       | 8      |

- 1 Рейтинг подано станом на 13 лютого 2012

### Інші учасники
Нижче наведено учасників, які отримали вайлд-кард на участь в основній сітці:
- Раян Гаррісон
- Сем Кверрі
- Джек Сок

Нижче наведено гравців, які пробились в основну сітку через стадію кваліфікації:
- Роббі Джінепрі
- Роберт Кендрік
- Джессі Лівайн
- Боббі Рейнольдс

## Учасники основної сітки в парному розряді

### Сіяні пари
| Країна   | Гравець           | Країна     | Гравець        | Рейтинг1 | Сіяні |
| -------- | ----------------- | ---------- | -------------- | -------- | ----- |
| Білорусь | Макс Мирний       | Канада     | Деніел Нестор  | 6        | 1     |
| Австрія  | Юрген Мельцер     | Німеччина  | Філіпп Пецшнер | 30       | 2     |
| Чехія    | Франтішек Чермак  | Словаччина | Філіп Полашек  | 41       | 3     |
| Мексика  | Сантьяго Гонсалес | Німеччина  | Крістофер Кас  | 42       | 4     |

- 1 Рейтинг подано станом на 13 лютого 2012

### Інші учасники
Нижче наведено пари, які отримали вайлдкард на участь в основній сітці:
- Раян Гаррісон /  Деніс Кудла
- Раян Світінг /  Бернард Томіч

## Учасниці основної сітки в рамках жіночого турніру

### Сіяні учасниці
| Країна          | Гравчиня             | Рейтинг1 | Сіяні |
| --------------- | -------------------- | -------- | ----- |
| Росія           | Надія Петрова        | 32       | 1     |
| Казахстан       | Ксенія Первак        | 44       | 2     |
| Чехія           | Луціє Градецька      | 52       | 3     |
| Нова Зеландія   | Марина Еракович      | 58       | 4     |
| Франція         | Полін Пармантьє      | 59       | 5     |
| Велика Британія | Олена Балтача        | 61       | 6     |
| Швеція          | Юганна Ларссон       | 62       | 7     |
| Словаччина      | Магдалена Рибарикова | 65       | 8     |

- 1 Рейтинг подано станом на 13 лютого 2012

### Інші учасниці
Нижче наведено учасниць, які отримали вайлд-кард на участь в основній сітці:
- Лорен Девіс
- Медісон Кіз
- Мелані Уден

Нижче наведено гравчинь, які пробились в основну сітку через стадію кваліфікації:
- Каміла Джорджі
- Алекса Ґлетч
- Джеймі Гемптон
- Ірена Павлович

## Учасниці основної сітки в парному розряді

### Сіяні пари
| Країна     | Гравчиня          | Країна   | Гравчиня        | Рейтинг1 | Сіяна |
| ---------- | ----------------- | -------- | --------------- | -------- | ----- |
| Чехія      | Андреа Главачкова | Чехія    | Луціє Градецька | 21       | 1     |
| Росія      | Віра Душевіна     | Білорусь | Ольга Говорцова | 105      | 2     |
| Латвія     | Ліга Декмеєре     | Росія    | Надія Петрова   | 106      | 3     |
| Нідерланди | Міхаелла Крайчек  | Грузія   | Анна Татішвілі  | 163      | 4     |

- 1 Рейтинг подано станом на 13 лютого 2012

### Інші учасниці
Нижче наведено пари, які отримали вайлдкард на участь в основній сітці:
- Лорен Девіс /  Медісон Кіз
- Алісса Гібберд /  Тіффані Велчер

Наведені нижче пари отримали місце як заміна:
- Stefanie Mikesz /  Марія Слупська

### Відмовились від участі
- Алекса Ґлетч (травма тендона лівого ахілла)

### Знялись
- Ксенія Первак (вірусне захворювання)
- Надія Петрова (травма лівого стегна)

## Переможниці та фіналістки

### Чоловіки. Одиночний розряд
Юрген Мельцер —  Мілош Раоніч, 7–5, 7–6(4)

### Одиночний розряд. Жінки
Софія Арвідссон —  Марина Еракович, 6–3, 6–4
- Для Арвідссон це був другий титул за кар'єру, а перший вона здобула на цьому ж турнірі за шість років до того.

### Парний розряд. Чоловіки
Макс Мирний /  Деніел Нестор —  Іван Додіг /  Марсело Мело, 4–6, 7–5, [10–7]

### Парний розряд. Жінки
Андреа Главачкова /  Луціє Градецька —  Віра Душевіна /  Ольга Говорцова, 6–3, 6–4